# Horst Ende (Polizist)

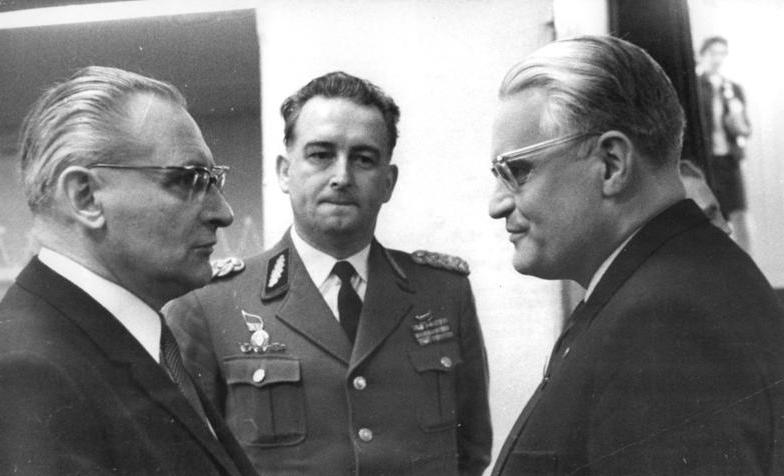
Horst Ende (Mitte) auf dem VII. Parteitag der SED mit Gerald Götting und Paul Verner

Horst Ende (* 30. Dezember 1926 in Dresden; † September 1996 in Berlin) war ein deutscher Offizier der Volkspolizei (VP). Er war Generalmajor und von 1964 bis 1975 Polizeipräsident von Ost-Berlin. 

## Leben
Ende stammte aus einer Dresdner Arbeiterfamilie. Der junge Werkzeugmacher kam im März 1946 als 19-Jähriger aus dem Krieg nach Dresden zurück, wurde am 16. April 1946 Mitglied der KPD/SED, trat am 16. Mai 1946 in den Polizeidienst (im 13. Revier in Dresden-Trachau). Seit dieser Zeit wirkte er als Wachtmeister der VP und Revierleiter in Dresden. Zunächst kam er für drei Jahre in ein Sonderkommando der Deutschen Volkspolizei. Wegen seiner ausgezeichneten Leistungen und Fähigkeiten wurde er 1950 Leiter der Schutzpolizei des damaligen Landes Sachsen, später 1. Stellvertreter des Chefs der Bezirksbehörde der Deutschen Volkspolizei (BDVP) in Karl-Marx-Stadt und versah dann als verantwortlicher Mitarbeiter im Ministerium des Innern seinen Dienst. Er absolvierte die Landespolizeischule, die Landesverwaltungsschule und die Parteihochschule „Karl Marx“ der SED. Ende studierte 1958 in Moskau an einer Akademie der UdSSR und später an der Militärakademie Friedrich Engels in Dresden.
Ab 1. Dezember 1959 war er als Oberst der VP Leiter des Stabes im Ministerium des Innern. Er gehörte mit Karl Maron, Willi Seifert und Fritz Eikemeier zum Stab von Erich Honecker, der mit dem Mauerbau am 13. August 1961 die Grenzen schloss. Am 20. November 1964 wurde er als Nachfolger von Fritz Eikemeier Präsident der Volkspolizei von Ost-Berlin und hatte diese Funktion bis 1975 inne. Auf Beschluss des Ministerrates der DDR wurde er am 30. Juni 1965 zum Generalmajor ernannt. Bei der Gründung des BFC Dynamo am 15. Januar 1966 wurde er in den Vorstand gewählt. Ende war auch Mitglied der Zentralen Leitung der Sportvereinigung Dynamo. Er war von 1967 bis 1976 Mitglied der SED-Bezirksleitung und Abgeordneter der Berliner Stadtverordnetenversammlung. Im April 1967 war er Delegierter des VII. und im Juni 1971 des VIII. Parteitages der SED. Im Februar 1976 stimmte das Politbüro des ZK der SED seiner Entlassung aus dem Dienst der Deutschen Volkspolizei infolge Vollinvalidität zu.
Ende war verheiratet und Vater von drei Söhnen. Er verstarb im Alter von 69 Jahren in Berlin.

## Auszeichnungen
- Verdienstmedaille der DDR
- 1961 Vaterländischer Verdienstorden in Bronze, 1973 in Gold
- 1977 Orden Banner der Arbeit Stufe II
- 1986 Ehrenspange zum Vaterländischen Verdienstorden in Gold